# Simo (Slahung)
Simo is een bestuurslaag in het regentschap Ponorogo van de provincie Oost-Java, Indonesië. Simo telt 1588 inwoners (volkstelling 2010).